# Río Güi
El río Güi, también llamado río Guy, río Güí y río Huit según diversas fuentes, es un río de España de la cuenca mediterránea andaluza, que discurre en su totalidad por el territorio del este de la provincia de Málaga. 

## Curso
El río Güi nace en el cerro de Juliana (macizo de Vélez), a unos 800 m de altitud, cerca de la localidad de Cómpeta. Realiza un recorrido en dirección norte-sur a través de los municipios de Cómpeta, Torrox, Sayalonga y Vélez-Málaga de unos 7,2 km de longitud hasta su desembocadura en el mar Mediterráneo, junto a la localidad del El Morche.
Se trata de un río intermitente y de naturaleza torrencial. Las prácticas agropecuarias en sus lindes han destruido gran parte de su matorral ripario en el que aún están presentes cañaverales, adelfas y zarzas.